# Feldzeugmeister

Dystynkcja Feldzeugmeistra armii Austro-Węgier

Feldzeugmeister (skrót: FZM, pol. zbrojmistrz polny, węg. táborszernagy) – ranga generalska w wojskach Świętego Cesarstwa (do 1806) i Austro-Węgier (do 1918), mn.w. odpowiednik generała broni.

## Zarys historyczny
Pojęcie „Feldzeugmeister” (po polsku mn. w. generał – cejgmistrz) pojawiło się po raz pierwszy w roku 1510 za czasów cesarza Maksymiliana I, który stworzył urząd cejgmistrza generalnego i czterech cejgmistrzów krajów austriackich, tzw. habsburskich krajów dziedzicznych. Pochodzi od francuskiego pojęcia Grand maitre de l'artillerie, znanego już w XIV wieku i oznaczającego wówczas oficera zarządzającego machinami oblężeniczymi. Z biegiem czasu Feldzeugmeister otrzymał znaczne przywileje: był dowódcą całej artylerii w danej armii, jednym z trzech (obok głównodowodzącego i feldmarszałka) członków rady wojennej z pełnym głosem, posiadał własny regiment i profosa, miał prawo rekwizycji całej amunicji zdobytej w oblężonej twierdzy. Do roku 1691 Feldzeugmeister miał wyłączne prawo obsadzania wszystkich stanowisk oficerskich w artylerii, potem mianować mógł już tylko niższych oficerów.
Posiadaczom rangi przysługiwał tytuł „ekscelencja”.
Od XIX wieku Feldzeugmeister stał się wysoką szarżą generalską armii monarchii habsburskiej, niższą tylko od feldmarszałka, a wyższą niż Feldmarschalleutnant, nadawaną generałom piechoty, artylerii i wojsk technicznych, od 1908, gdy stworzono obok istniejącej od dawna rangi „generała kawalerii” stopień „generała piechoty”, przysługującą już tylko generałom artylerii i wojsk technicznych.
W 1898 także Prusy stworzyły stopień Feldzeugmeister, odpowiadający w ich armii generałowi dywizji, który zajmował się zaopatrzeniem.
W Armii Imperium Rosyjskiego stopień ros. Генерал-фельдцейхмейстер przysługiwał głównodowodzącemu artylerią.

## Niektórzy znani posiadacze rangi
- Ludwig von Benedek, generał
- Wilhelm Habsburg, generał
- Josip Jelačić, ban Chorwacji
- Karl Kuk, generał, gubernator generalny austro-węgierskiej strefy okupacyjnej w Królestwie Polskim z siedzibą w Lublinie
- Anton Lipoščak, generał piechoty, ostatni cesarsko-królewski gubernator generalny w Lublinie
- Wielki Książę Michał, dowódca rosyjskiej artylerii